# Daniel Wernitz
Daniel Wernitz (* 24. Juli 1987 in Dormagen) ist ein deutscher Volleyball- und Beachvolleyballspieler.

## Karriere Halle
Wernitz spielte in seiner Jugend Hallenvolleyball beim Moerser SC, wo er später auch in der ersten Männermannschaft eingesetzt wurde und 2004 den Meistertitel der 2. Bundesliga Nord errang. Danach spielte der Außenangreifer, der zeitweise auch als Libero eingesetzt wurde, bei den Zweitligisten CarGo! Bottrop, TSV Germania Windeck und TSV Bayer 04 Leverkusen, wo er 2010 erneut Meister der 2. Bundesliga Nord wurde. In der Saison 2010/11 spielte Wernitz beim Bundesligisten A!B!C Titans Berg. Land. Anschließend kehrte er zurück in die 2. Liga und spielte bis bei den TSG Solingen Volleys. Nachdem ihm mit dem Verein 2016 der Aufstieg in die Bundesliga gelungen war, verließ er die Solinger, um sich auf seine Beachvolleyball-Karriere konzentrieren zu können. 2016/17 spielte er beim Zweitligisten TVA Hürth-Fischenich. Im Sommer 2017 wechselte Wernitz zurück zu seinem Jugendverein, dem früheren Deutschen Meister und Europapokalsieger Moerser SC, mit dem er in der 2. Bundesliga spielte. 2019/20 war er beim Ligakonkurrenten TuB Bocholt aktiv.

## Karriere Beach
Wernitz ist seit seiner Jugend auch im Beachvolleyball aktiv, u. a. an der Seite von Florian Brink, dem Bruder des Weltmeisters und Olympiasiegers Julius Brink. Seine Standardpartner auf der Smart Beach Tour und anderen nationalen Turnieren waren 2006 Alexander Walkenhorst, 2007 Jan Terhoeven, 2008/2009 erneut Florian Brink und 2010 Jan Romund, mit dem er auch an der Deutschen Meisterschaft in Timmendorfer Strand teilnahm und Platz 13 belegte. Nach einer Verletzungspause 2011 spielte Wernitz von 2012 bis 2014 mit Valentin Begemann und erreichte bei den Deutschen Meisterschaften 2012 Platz 13 sowie 2013 Platz neun. 2015 spielte Wernitz mit seinem Solinger Teamkollegen Henning Wegter und mit Niklas Rudolf. An der Seite von Benny Nibbrig gelang ihm 2016 ein dritter Platz beim Smart Super Cup in Hamburg, ein Sieg beim Smart Beach Cup in Sankt Peter-Ording und Platz 13 bei der deutschen Meisterschaft. Nach einer weiteren gemeinsamen Saison auf der Smart Beach Tour und einem erneuten dreizehnten Platz bei der deutschen Meisterschaft 2017 trennten sich die beiden.
2018 spielte Wernitz zunächst mit dem Neuseeländer Sam O’Dea (Platz drei in Dresden) und ab Juli mit Robin Sowa, mit dem ihm gleich beim ersten gemeinsamen Turnier auf der Techniker Beach Tour in Kühlungsborn ein dritter Platz gelang. Bei der deutschen Meisterschaft belegten Sowa/Wernitz Platz neun. 2019 spielte Wernitz wieder mit Niklas Rudolf auf der Techniker Beach Tour und wurde bei der deutschen Meisterschaft erneut Neunter.

## Podcaster / Tour-Organisator
Im März 2019 gründete Wernitz mit Alexander Walkenhorst und Dirk Funk den Podcast Ohne Netz und sandigen Boden. Er tritt auch in dazugehörigen YouTube-Videos auf. 2020 gründete das Podcast-Team nach der Absage der Techniker Beach Tour als alternativen Wettbewerb die Beach-Liga und ab 2021 weitere Formate wie die German Beach Trophy unter der Dachmarke Spontent (ehemals Trops4).